# Ivo Scheffer
Ivar (Ivo) Scheffer, född 26 maj 1665 i Uppsala, död 2 april 1713 i Vallby, Uppsala län, var en svensk sekreterare i Bergskollegium och kopparstickare.
Han var son till professorn Johannes Schefferus och Regina Loccenia och gift första gången 1709 med Gustaviana Sofia Ehrenstierna, dotter till Teofilus Ehrenstierna, och andra gången 1712 med Agnes Pels samt far till Henrik Teofilus Scheffer. Scheffer blev sekreterare i Bergskollegium 1700 och var vid sidan av sitt arbete verksam som kopparstickare. Bland hans arbeten märks tre medaljavbildningar av Johan III och Katarina Jagellonica för Elias Brenners verk Thesaurus nummorum Sueco-Gothicorum som utgavs 1691. 